# Melvyn Tan
Melvyn Tan (陈万荣, Singapur, 13 de octubre de 1956) es un pianista clásico, uno de los pocos que han logrado ser igualmente exitosos en piano moderno y en fortepiano del siglo XVIII.
Fue becado a la escuela del gran violinista Yehudi Menuhin en Surrey, Inglaterra donde estudió con Nadia Boulanger y posteriormente en el Royal College of Music de Londres.
Como ejecutante de clavicordio se unió a grupos de música temprana y barroca y fue una de las primeras estrellas del movimiento de práctica informada o historicista que ejecuta con mayor fidelidad a la práctica de la era en que cada música fue compuesta. Así grabó con Sir Roger Norrington la integral de los Conciertos para piano de Beethoven en pianoforte.
En 1996 regresó al piano moderno de la era Romántica para desempeñarse con igual suceso en Mozart y Handel como Debussy o Schumann.
Ha acompañado en grabaciones y recital a cantantes como Anne Sofie von Otter y Angelika Kirchschlager.
Reside en Londres desde 1978.
Aparece regularmente en New York, Tokio, Barbican, Wigmore Hall, Festival Hall;Lincoln Center, Frick Collection; Théâtre du Châtelet , Viena, Salzburgo, Praga, Ámsterdam Concertgebouw; Bremen, Bath, Oxford, Cambridge, Melbourne, Monterey y Beijing.

## Discografía
- Beethoven - The Five Piano Concertos / Roger Norrington, Melvyn Tan
- Beethoven: Piano Sonatas Nos 26, 21 & 23 / Melvyn Tan
- Beethoven: Piano Sonatas Opp 10 & 79 / Melvyn Tan
- Debussy: Preludes For Piano / Melvyn Tan
- Haydn: Arianna A Naxos, Etc / Bott, Tan,
- Mendelssohn: Works For Cello And Piano / Isserlis, Tan
- Mozart: Four Piano Concertos / Tan, Norrington,
- Schubert: 6 Moments Musicaux, 3 Klavierstücke / Melvyn Tan
- Schubert: Lieder / Nancy Argenta, Melvyn Tan
- Schubert: Piano Sonatas / Melvyn Tan
- Spohr, Meyerbeer Lieder; Anne Sofie von Otter / Melvyn Tan